# Britta Heidemann
Britta Heidemann (ur. 22 grudnia 1982 w Kolonii) – niemiecka szpadzistka, trzykrotna medalistka igrzysk olimpijskich, wielokrotna medalistka mistrzostw świata i Europy.
Na igrzyskach olimpijskich w Atenach w 2004 roku wspólnie z Claudią Bokel i Imke Duplitzer zdobyła srebrny medal w zawodach drużynowych. Indywidualnie zajęła dziesiąte miejsce. Podczas rozgrywanych cztery lata później igrzysk olimpijskich w Pekinie zwyciężyła w zawodach indywidualnych, pokonując w finale Anę Marię Brânzę z Rumunii 15:11. Brała też udział w igrzyskach olimpijskich w Londynie w 2012 roku, zdobywając indywidualnie srebrny medal, po przegranej w finale z Ukrainką Janą Szemiakiną 8:9. Wcześniej w kontrowersyjnych okolicznościach wygrała półfinałową walkę z Shin A-lam z Korei Południowej. W rywalizacji drużynowej Niemki były piąte.
Podczas mistrzostw świata w Lizbonie w 2002 roku wywalczyła brązowy medal w rywalizacji indywidualnej, ustępując tylko Koreance Hyun Hee i swej rodaczce, Imke Duplitzer. Na rozgrywanych trzy lata później mistrzostwach świata w Lipsku wspólnie z Claudią Bokel, Imke Duplitzer i Moniką Sozanską zdobyła brązowy medal drużynowo. W tej samej konkurencji Niemki z Heidemann w składzie zdobywały następnie brązowe medale podczas mistrzostw świata w Turynie (2006), mistrzostw świata w Petersburgu (2007), mistrzostw świata w Pekinie (2008) i mistrzostw świata w Antalyi (2009). Ponadto Heidemann zwyciężyła indywidualnie na mistrzostwach świata w Petersburgu w 2007 roku, pokonując w finale Chinkę Li Na, a podczas mistrzostw świata w Kazaniu siedem lat później była druga, przegrywając finał z Włoszką Rossellą Fiamingo. 
Kilkukrotnie zdobywała również medale mistrzostw Europy, w tym złoty indywidualnie na mistrzostwach Europy w Płowdiwie (2009).
W sierpniu 2016 roku została wybrana na ośmioletnią kadencję do Komisji Zawodniczej MKOl. 